# Logan (filme)
Logan (prt: Logan - The Wolverine, ou apenas Logan; bra: Logan) é um filme canado-australiano-estadunidense de 2017, dos gêneros ação, drama e ficção científica, dirigido por James Mangold, com base no personagem da Marvel Comics, Wolverine. É o décimo da série de filmes dos X-Men e o terceiro e último filme focado no Wolverine, antecedido por X-Men Origens: Wolverine (2009) e The Wolverine (2013).
Inspirado na série de quadrinhos do Velho Logan por Mark Millar, o filme é estrelado por Hugh Jackman, Dafne Keen, Patrick Stewart, Richard E. Grant, Boyd Holbrook e Stephen Merchant.  
Logan estreou no 67º Festival Internacional de Cinema de Berlim no dia 17 de fevereiro de 2017, e foi lançado nos cinemas em 3 de março de 2017 nos Estados Unidos e em 2 de março no Brasil, em formatos padrão e IMAX 3D. O filme foi aclamado pela crítica especializada, com alguns críticos considerando-o como um dos melhores filmes de super-herói de todos os tempos, e arrecadou US$ 616 milhões no mundo inteiro, de encontro ao seu orçamento de US$ 97 milhões.

## Enredo
Em 2029, os mutantes estão à beira da extinção, com nenhum novo mutante tendo nascido em 25 anos. James "Logan" Howlett, antigamente conhecido como Wolverine, envelheceu bastante agora que o adamantium fundido a seus ossos está envenenando-o e impedindo seu fator de cura de funcionar, tornando seu corpo progressivamente mais fraco à medida que envelhece. Ele passa seus dias trabalhando como um chofer para comprar medicamentos prescritos no Texas. Ele e o mutante albino Caliban vivem em uma fábrica de fundição abandonada na fronteira do México, onde cuidam do Professor Charles Xavier, que sofre de uma doença neurodegenerativa que constantemente o faz perder o controle de suas habilidades telepáticas, causando um efeito devastador. Certo dia, Logan é abordado por Gabriela, uma enfermeira da corporação biotecnológica Alkali-Transigen, que pede-lhe para escoltá-la junto com uma menina de 11 anos, Laura, até um lugar em Dakota do Norte chamado "Éden".
Depois de relutantemente aceitar o trabalho de Gabriela, Logan descobre que ela foi assassinada. Então ele, Xavier e Laura escapam por pouco de seus assassinos — Donald Pierce e seu grupo de aprimorados ciberneticamente, os Carniceiros —, porém Caliban acaba sendo capturado, torturado e forçado a usar seus poderes mutantes para rastreá-los. Logan e Xavier descobrem, por meio de um vídeo no celular de Gabriela, que a Transigen estava criando crianças mutantes com amostras de DNA de vários mutantes para o projeto "X-23", mas descobriram que as crianças eram difíceis de controlar enquanto passavam pela fase de crescimento. Após a conclusão do projeto "X-23", elas foram consideradas desnecessárias e foram condenadas à morte. Gabriela ajudou várias crianças a escapar do complexo Transigen antes de contrabandear Laura através da fronteira. Além disso, Laura é revelada como sendo a "filha" de Logan, uma vez que ela foi gerada a partir de seu DNA.
Ao ficar em Oklahoma City, Logan descobre que o Éden é um local referenciado em uma história em quadrinhos dos X-Men que Laura trouxe com ela, e não tarda a desconfiar da existência do lugar em questão. Os Carniceiros encontram seu paradeiro, mas Xavier sofre outra convulsão e congela todos no hotel com uma explosão psíquica, permitindo que Logan os mate. Logan então injeta um supressor em Xavier antes de saírem da cidade, com a convulsão psíquica deixando centenas de feridos e dezenas de mortos. Durante o percurso na estrada, o trio ajuda um fazendeiro chamado Will Munson e sua família a montar seus cavalos depois de um incidente no trânsito. Em forma de agradecimento, os Munson convidam-nos para jantar, e eles aceitam e mentem dizendo que são uma família também. Naquela noite, quando uma tubulação próxima estoura, Logan e Will saem da casa para repará-la. Xavier recorda de um incidente que teve em Westchester, onde ele inadvertidamente causou ferimentos graves e mortes de um número desconhecido de pessoas, incluindo alguns dos X-Men. Ele expressa sua culpa a uma pessoa que ele pensa ser Logan, mas é revelado como o X-24, um clone feroz de Wolverine sem seu próprio fator de cura e um esqueleto de adamantium mais fraco. X-24 apunhala Xavier através do peito e em seguida mata a esposa e filho de Will, também ferindo Will mortalmente, e então captura Laura. Logan chega na casa e encontra Xavier ferido, que morre pouco tempo depois.
Caliban sacrifica-se para deixar Laura e Logan escapar, lançando duas granadas que destroem a van na qual ele estava. Logan e X-24 começam um embate que é encerrado quando Will aparece e atropela X-24 com seu carro e, em seguida, efetua múltiplos disparos na cabeça de X-24 com uma espingarda antes de morrer, permitindo a fuga de Logan e Laura. Depois de enterrar Xavier, Logan desmaia e acorda em uma clínica com um médico tentando convencê-lo a obter algum tratamento para sua condição, mas Logan se recusa. Laura convence Logan a descansar enquanto ela mesma os conduz até o Éden. Enquanto isso, X-24 recebe um soro para ajudar na sua regeneração.
Logan e Laura chegam ao Éden, um porto seguro dirigido por Rictor e os outros sujeitos de testes da Transigen que conseguiram escapar. Lá, Logan descobre que as crianças planejam fazer uma viagem através da floresta até a fronteira canadense e confia Laura a eles antes de partirem sozinhos. Durante sua jornada, as crianças são localizadas e capturadas pelos Carniceiros. Logan usa um soro que foi deixado para ele por Rictor que, momentaneamente, restaura seu fator de cura e rapidamente cura todas as suas cicatrizes e lesões passadas. Então, Logan começa a matar os Carniceiros, mas o soro rapidamente perde o efeito quando ele conhece o Dr. Zander Rice, o chefe do projeto da Transigen. Rice revela que a destruição da espécie mutante é devido a um vírus criado por um projeto da Transigen, como um esforço para controlar a população mutante e criar a sua própria para militarização. Ele também menciona que Logan matou seu pai durante sua fuga do programa da Arma X no Lago Alkali. Logan atira em Rice matando-o e Pierce libera X-24 para atacá-lo, enquanto as crianças dominam os Carniceiros restantes antes de imobilizar Pierce e matá-lo. Logan e Laura continuam a lutar contra X-24, com Rictor usando seus poderes sísmicos para levantar a terra sob um caminhão blindado e chocá-lo contra o clone.
No entanto, X-24 levanta o caminhão e ataca Logan fora de guarda, empalando-o em um toco de árvore, antes de Laura conseguir matar X-24 com uma bala de adamantium. Fatalmente ferido, Logan diz a Laura para não ser a arma que ela foi feita para ser antes de morrer em seus braços. Mais tarde, Laura e as crianças mutantes o enterram. Laura ajusta a cruz em seu túmulo, colocando-a de lado para tomar a forma de um "X", antes de continuar sua viagem através da fronteira em busca de um novo começo para a sua espécie.

## Elenco
- Hugh Jackman como James Howlett / Logan / Wolverine e X-24: agora velho e cansado, Logan começou a definhar e seus poderes de cura enfraqueceram. Ele aceita a missão de ajudar a jovem Laura a atravessar o país enquanto são caçados por mercenários. Jackman também interpreta o vilão X-24, um clone do Wolverine que age como um animal, tem o adamantium frágil e não possui fator de cura próprio.
- Patrick Stewart como Charles Xavier / Professor X: agora mais velho e sofrendo de Alzheimer, Xavier vive dos cuidados de Logan e Caliban. Ele frequentemente necessita de uma injeção que retarda seus poderes, caso contrário perde o controle e causa uma onda telepática que incomoda os mutantes.
- Dafne Keen como Laura: um clone feminino de Logan, possui duas garras em cada mão e uma em cada pé. Ela encontra em Logan a figura de um pai. Não possui esqueleto de adamantium, apenas as garras.
- Boyd Holbrook como Donald Pierce: Um mercenário líder dos Carniceiros, que possui uma prótese mecânica no lugar de um de seus braços. Deseja encontrar a X-23.
- Richard E. Grant como Dr. Zander Rice: um cientista que faz experiências com mutantes; foi responsável pela criação da Arma X e da X-23.
- Stephen Merchant como Caliban: Um mutante sensível a luz do sol que ajuda Logan a cuidar de Charles Xavier. Possui a habilidade de rastrear qualquer mutante e descobrir suas habilidades.
- Elizabeth Rodriguez como Gabriela López: mãe de Laura, teve a mutante a partir do DNA de Logan. Acabou desenvolvendo um amor materno por Laura, e procura Logan para este ajudá-la a transportar a garota para o México.

## Produção

### Desenvolvimento
Em novembro de 2013, a 20th Century Fox tinha começado as negociações para um outro filme de solo estrelado por Wolverine. James Mangold estava em negociações para escrever o tratamento para o filme com Lauren Shuler Donner voltando à produção. Mangold disse que a sequela seria inspirada por outras histórias de Wolverine dos livros de banda desenhada e seria feita após X-Men: Apocalipse. Hugh Jackman está definido para reprisar seu papel como Wolverine. David James Kelly foi contratado para escrever o roteiro do filme. Em fevereiro de 2015, Patrick Stewart confirmou sua participação no filme, enquanto afirmando que ele não iria ser apresentado em X-Men: Apocalypse. Jackman revelou em fevereiro de 2015, que ele queria atuar o personagem até que ele morra. Na sequência desta notícia, no dia 28 de março, Jackman postou em seu Instagram, "Wolverine ... uma última vez." Ele também sugeriu o filme ser uma adaptação do arco de história Velho Logan, o que foi confirmado pelo escritor da história, Mark Millar. Em agosto de 2015, Stewart revelou que ele teria um papel importante no filme. Em janeiro de 2016, Jackman confirmou que o roteiro foi próximo da conclusão, mas não sabia quando as filmagens começariam. Em fevereiro de 2016, Liev Schreiber, que interpretou Victor Creed / Dentes de Sabre em X-Men Origins: Wolverine disse que ele estava em negociações para reprisar seu papel na sequela. Já em abril, Boyd Holbrook foi escalado para o filme para atuar como uma cabeça implacável e intensa sem nome da segurança para uma corporação global, enquanto Richard E. Grant foi revelado como sendo um anónimo cientista louco. No mesmo mês, Simon Kinberg afirmou que o filme seria definido no futuro. Para o final do mês, Stephen Merchant foi escalado para um papel não especificado. Em maio de 2016, Eriq La Salle e Elise Neal foram lançados em papéis não especificados. O título Logan foi revelado por Mangold em 5 de outubro de 2016, através de postagem em uma rede social, acompanhada de um pôster.
Kinberg diz que o filme "tem lugar no futuro, e como você e outros têm relatado, é um filme R-rated. Ele é violento, é como uma espécie de western em seu tom. É apenas um filme muito legal, mas diferente."

### Filmagens
Em março de 2015, Mangold antecipou as filmagens que começariam "no início do próximo ano." Em 9 de maio de 2016, Kinberg disse filmagens ja tinham começado. Também em maio, Elizabeth Rodriguez estava em negociações para se juntar ao elenco. Em 19 de agosto de 2016, as filmagens de  Logan  encerraram.

### Marketing
Em 28 de março de 2015, Jackman postou em redes sociais uma foto de Wolverine mostrando o dedo do meio com sua garra, juntamente com a hashtag "#OneLastTime." Em 19 de outubro de 2016, Jackman publicou no Twitter um vídeo de seis segundos insinuando um novo trailer para o filme. O primeiro trailer estreou no dia seguinte, com a melodia de fundo de "Hurt" de Johnny Cash. O trailer foi lançado pela primeira vez em faixa verde norte-americano. Uma versão faixa vermelha internacional do trailer, com violência ligeiramente mais explícita do que o original, também estreou mais tarde naquele dia.

### Efeitos visuais
Chas Jarrett, supervisor de efeitos visuais da empresa Image Engine, trabalhou na maioria dos efeitos visuais de Logan.

### Trilha sonora
No dia 1 de julho de 2016, Cliff Martinez foi anunciado como o compositor da partitura musical de Logan. Entretanto, em dezembro de 2016, Mangold anunciou que Marco Beltrami, que anteriormente havia colaborado com ele em Os Indomáveis (2007) e Wolverine: Imortal (2013), iria trabalhar em Logan.

### Faixas
| #  | Titulos                       | Duração |
| -- | ----------------------------- | ------- |
| 01 | "Main Titles"                 | 2:13    |
| 02 | "Laura"                       | 2:25    |
| 03 | "Way Down We Go By Kaleo"     | 3;39    |
| 04 | "The Grim Reavers"            | 1:32    |
| 05 | "Old Man Logan"               | 2:38    |
| 06 | "To the Cemeter"              | 0:56    |
| 07 | "Alternate Route to Mexico"   | 1:19    |
| 08 | "Gabriella's Video"           | 2:23    |
| 09 | "Loco Logan - 24"             | 1:20    |
| 10 | "Don't Be What They Made You" | 2:01    |
| 11 | "Eternum - Laura's Theme"     | 3:31    |
| 12 | Logan's Limo                  | 2:29    |
| 13 | "El Limo-Nator"               | 1:35    |
| 14 | "Farm Aid"                    | 3:11    |
| 15 | "El Limo-Nator"               | 1:35    |
| 16 | "Farm Aid"                    | 3:12    |
| 17 | "Hurt - Johnny Cash"          | 3:40    |
| 18 | "The Man Comes Around"        | 4:27    |
| 19 | "Way Down We Go"              | 3:39    |
| 20 | "Beyond the Hills"            | 2:09    |
| 21 | "Into the Woods"              | 3:09    |
| 22 | "X Marks the Plot"            | 1:39    |
| 23 | "Logan Drives"                | 2:08    |

## Influências
Em entrevista à revista Empire, James Mangold falou à base de cinematografia enquadramento, enquanto notando que ele não necessariamente pensar sobre o "comic-book", em vez destacando a variedade de estilística influências que entraram em Logan, como o filme noir, clássicos de cinema de Hollywood, bem como o expressionista cinema germânico estilo do início do século passado, a que Mangold também afirmou ter uma semelhança com a dos quadrinhos, ao mesmo tempo que aqueles a que ele usa em Logan.
Usando a imagem de Logan em um funeral como um exemplo de sua lógica estilística, Mangold concluiu mencionando os aspectos dentro de cinema moderno, principalmente tudo em formato de close-up, enquanto que para Logan seu objetivo era definir quadros que são descritivo, embora, são evocativas de painéis de quadrinhos e cinema clássico.

## Recepção
Logan foi aclamado pela crítica, tendo um índice de 93% de avaliações positivas por parte da crítica especializada no Rotten Tomatoes. O consenso foi de que "Hugh Jackman aproveita ao máximo a sua jornada final como Wolverine com um desempenho diferenciado em um violento mas surpreendentemente pensativo filme de super-heróis que desafia as convenções do gênero."

## Cronologia
Linha do Tempo (Presente):
X-Men: Primeira Classe (Ano de 1963)
X-Men Origens: Wolverine (prelúdio ambientado em 1845, história principal em 1979)
X-Men: O Filme (ano de 2000)
X-Men 2 (ano de 2003)
X-Men: O Confronto Final (ano de 2006)
Wolverine - Imortal (ano de 2011)
Linha do Tempo (Logan):
Logan (Ano de 2029)
Deadpool & Wolverine (Ano posterior à 2029)
Linha do Tempo (Revisada):
X-Men: Primeira Classe (Ano de 1962)
X-Men: Dias de Um Futuro Esquecido (Passado; Ano de 1973)
X-Men: Apocalipse (Ano de 1983)
X-Men: Fênix Negra (Ano de 1992)
Deadpool (Ano de 2016)
Deadpool 2 (Ano de 2018)
X-Men: Dias de um Futuro Esquecido (Futuro; Ano de 2023)
Deadpool & Wolverine (Ano de 2024)

OBS: X-Men: Dias de Um Futuro Esquecido alterou ambas as linhas do tempo. A linha do tempo do passado e futuro se separaram e cada uma tomou um rumo diferente, deixando de depender uma da outra.